# باز طوق‌سیاه
باز طوق‌سیاه (نام علمی: Busarellus nigricollis) نام یک گونه از سرده سارگپه است.